# Juan Uña Gómez
Juan Uña Gómez (Maguilla, 1838 – Madrid, 1909) è stato un pedagogo, scrittore e politico spagnolo che ricoprì incarichi istituzionali durante la Prima Repubblica spagnola. Fu tra i fondatori della ILE.

## Biografia
Laureato in giurisprudenza e in lettere, fu brillante avvocato e professore della Università Centrale di Madrid di cui fu segretario nel 1868-1869.
Appartenne alla cosiddetta "prima promozione", ovvero dei primi seguaci della filosofia del tedesco Karl Krause, diffusasi in Spagna per opera del filosofo e professore Julián Sanz del Río, fra cui si annoverano Francisco Giner de los Ríos, Nicolás Salmerón, Gumersindo de Azcárate, Joaquín Costa, Teodoro Sainz Rueda, Segismundo Moret y Prendergast, e altri con cui fondò la Institución Libre de Enseñanza (ILE) di cui, sembra sia stato l'autore del suo Statuto, ma di cui certamente fu anche professore e rettore nel corso del 1882-1883.
Durante il cosiddetto sessennio democratico (1868-1874), sotto la Prima Repubblica spagnola fu responsabile della Direzione Generale dell'Istruzione Pubblica dal maggio 1873 al gennaio del 1874.
Successivamente dal 1882 fino alla sua morte nel 1909 fu membro del Consiglio della Pubblica Istruzione.
La sua opera di pedagogo e pubblicista fu più importante della sua attività politica in campo progressista-repubblicano di cui rimase sempre un convinto assertore. Tradusse la Metafisica di Kant in spagnolo castigliano.
Fu editore e direttore della rivista La Enseñanza, collaboratore di La Democracia, La Discusión, El Imparcial ecc.
A Badajoz, oltre a una strada, gli è stata intitolata il 20 ottobre 1997 la “Fondazione Juan Uña per l'Educazione e lo Sviluppo in Estremadura” che raccoglie tutte le pubblicazioni della BILE (Boletín de la Institución Libre de Enseñanza) di cui Juan Uña Gómez nel 1877 iniziò la raccolta continuata da suo figlio Juan Uña Sartou e conclusa da suo nipote Juan Uña Diez Pedregal nel 1936 che, pochi anni prima della sua morte, donò appunto alla Fondazione intestata al nonno.